# Tolkomari
Tolkomari (ou Talkomari, Takomari) est une localité du Cameroun située dans le département du Mayo-Kani et la Région de l'Extrême-Nord, à proximité de la frontière avec le Nigeria. Elle fait partie de la commune de Kolofata et du canton de Kolofata rural. 

## Population
En 1966-1967, la localité comptait 1 191 habitants, des Kanouri, des Podokwo, des Mafa, des Moundang  et des Peuls. À cette date, elle disposait d'une école publique à cycle incomplet et d'un marché de coton.
Lors du recensement de 2005, une demi-douzaine de villages de Kolofata portent ce nom, le plus peuplé étant Tolkomari Blama Boukar avec 1 436 habitants.
Une étude locale de 2011 évalue le nombre d'habitants de Tolkomari à 8 445.

## Infrastructures
En 2018 Tolkomari dispose d'un collège public général (CES).